# یاسوتارو ماتسوکی
یاسوتارو ماتسوکی (به انگلیسی: Yasutaro Matsuki) بازیکن فوتبال اهل ژاپن و عضو تیم ملی فوتبال ژاپن است که در تاریخ ۱۵ آوریل ۱۹۸۴ میلادی اولین بازی ملی‌اش را انجام داد. او در ۱۱ بازی ملی حضور داشت و آخرین بازی ملی خود را در تاریخ ۲۸ سپتامبر ۱۹۸۶ میلادی انجام داد. یاسوتارو ماتسوکی در بازی‌های ملی‌اش
گلی به ثمر نرساند.